# Saint-Juvat
Saint-Juvat [sɛ̃ʒyva] est une commune du département des Côtes-d'Armor, dans la région Bretagne, en France.
En 1988, la commune a obtenu le Label « Communes du Patrimoine Rural de Bretagne » pour la richesse de son patrimoine architectural et paysager.

## Géographie
|           | Trévron     | Calorguen            |
| Plumaudan | Saint-Juvat | Saint-André-des-Eaux |
|           | Saint-Maden | Le Quiou Tréfumel    |

### Hydrographie
Pour un article plus général, voir Réseau hydrographique des Côtes-d'Armor.
La commune est située dans le bassin Loire-Bretagne. Elle est drainée par la Rance, la Vallée et un autre petit cours d'eau,.
La Rance, d'une longueur de 104 km, prend sa source dans la commune du Mené et se jette  dans la Manche entre Dinard et Saint-Malo, après avoir traversé 28 communes. 

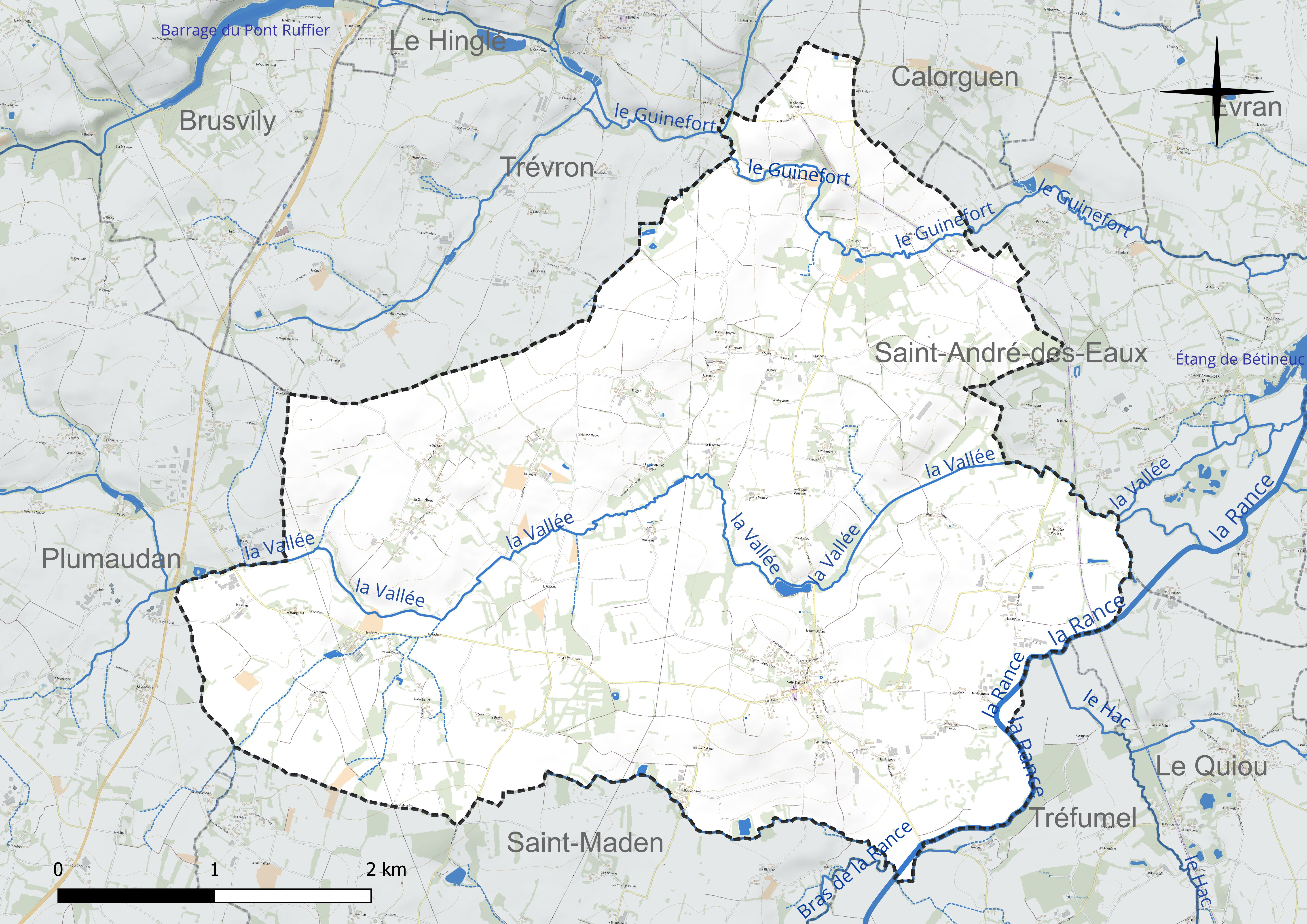
Réseau hydrographique de Saint-Juvat.

La Vallée, d'une longueur de 12 km, prend sa source dans la commune de Plumaudan et se jette  dans la Rance à Saint-André-des-Eaux. 
Le Guinefort, d'une longueur de 18 km, prend sa source dans la commune de Quévert et se jette  dans la Rance à Saint-André-des-Eaux, après avoir traversé neuf communes. 

### Climat
Pour des articles plus généraux, voir Climat de la Bretagne et Climat des Côtes-d'Armor.
En 2010, le climat de la commune est de type climat océanique franc, selon une étude du CNRS s'appuyant sur une série de données couvrant la période 1971-2000. En 2020, Météo-France publie une typologie des climats de la France métropolitaine dans laquelle la commune est exposée à un climat océanique et est dans la région climatique  Bretagne orientale et méridionale, Pays nantais, Vendée, caractérisée par une faible pluviométrie en été et une bonne insolation. Parallèlement l'observatoire de l'environnement en Bretagne publie en 2020 un zonage climatique de la région Bretagne, s'appuyant sur des données de Météo-France de 2009. La commune est, selon ce zonage, dans la zone « Intérieur Est », avec des hivers frais, des étés chauds et des pluies modérées).
Pour la période 1971-2000, la température annuelle moyenne est de 11,5 °C, avec une amplitude thermique annuelle de 12,2 °C. Le cumul annuel moyen de précipitations est de 703 mm, avec 12,1 jours de précipitations en janvier et 6,1 jours en juillet. Pour la période 1991-2020, la température moyenne annuelle observée sur la station météorologique la plus proche, située sur la commune du Quiou à 3 km à vol d'oiseau, est de 11,6 °C et le cumul annuel moyen de précipitations est de 757,4 mm,. Pour l'avenir, les paramètres climatiques de la commune estimés pour 2050 selon différents scénarios d'émission de gaz à effet de serre sont consultables sur un site dédié publié par Météo-France en novembre 2022.

## Urbanisme

### Typologie
Au 1er janvier 2024, Saint-Juvat est catégorisée commune rurale à habitat très dispersé, selon la nouvelle grille communale de densité à 7 niveaux définie par l'Insee en 2022.
Elle est située hors unité urbaine. Par ailleurs la commune fait partie de l'aire d'attraction de Dinan, dont elle est une commune de la couronne,. Cette aire, qui regroupe 25 communes, est catégorisée dans les aires de moins de 50 000 habitants,.

### Occupation des sols
L'occupation des sols de la commune, telle qu'elle ressort de la base de données européenne d’occupation biophysique des sols Corine Land Cover (CLC), est marquée par l'importance des territoires agricoles (98,2 % en 2018), une proportion identique à celle de 1990 (98,2 %). La répartition détaillée en 2018 est la suivante : 
terres arables (59,9 %), zones agricoles hétérogènes (27,1 %), prairies (11,3 %), zones urbanisées (1,8 %). L'évolution de l’occupation des sols de la commune et de ses infrastructures peut être observée sur les différentes représentations cartographiques du territoire : la carte de Cassini (XVIIIe siècle), la carte d'état-major (1820-1866) et les cartes ou photos aériennes de l'IGN pour la période actuelle (1950 à aujourd'hui).

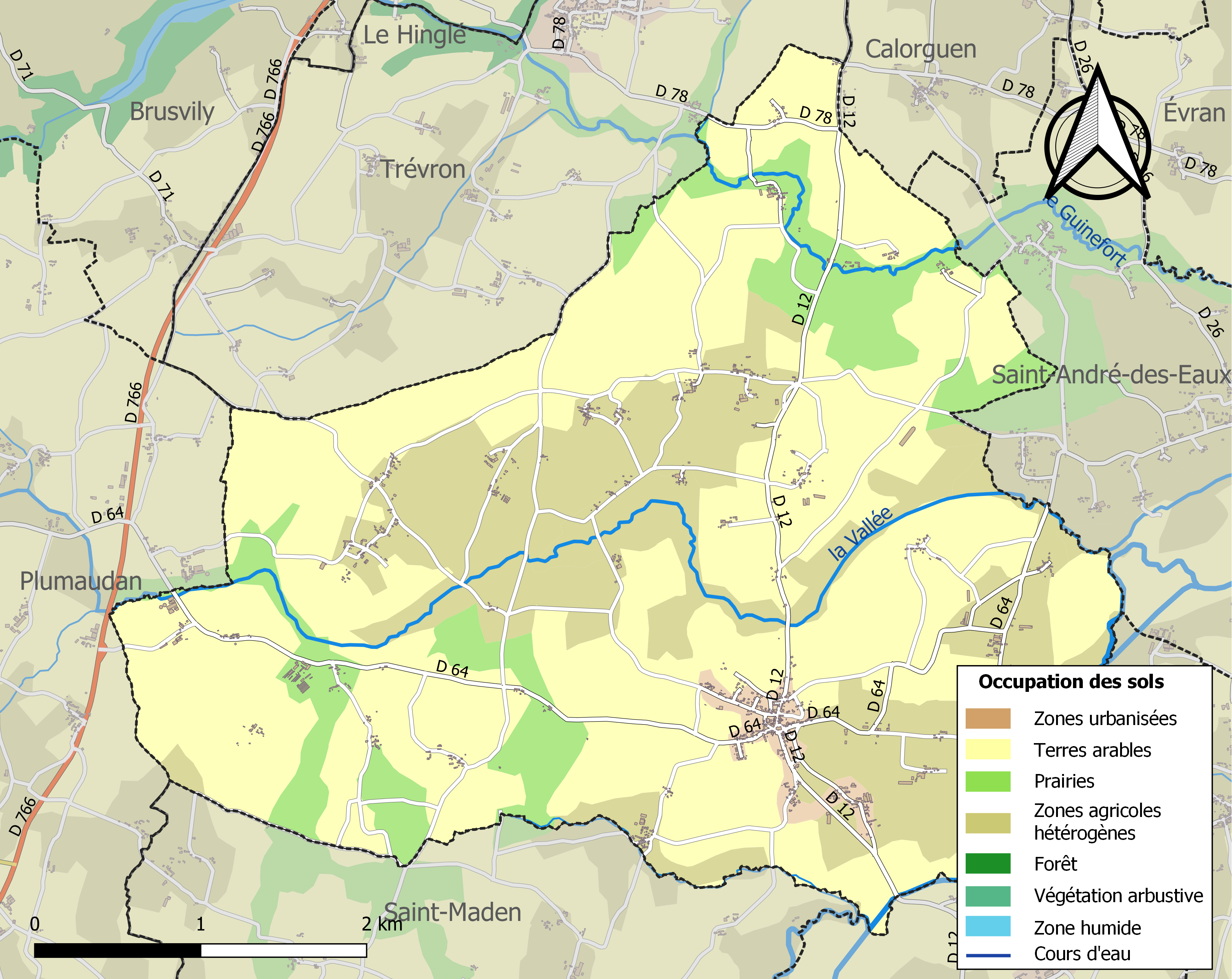
Carte des infrastructures et de l'occupation des sols de la commune en 2018 (CLC).

## Toponymie
Le nom de la localité est attesté sous les formes Ecclesia Sancti Juvati en 1156, 1181 et en 1187, Saint Juvat au XVe siècle.
Saint-Juvat est le nom d’un prêtre martyr du IVe siècle.

## Histoire

### Époque moderne
- Au XVIIe siècle, une petite école était tenue par le curé dans une petite chapelle, ce qui était contraire aux opinions du seigneur local quant à l'intérêt d'instruire le peuple[18].
- Après les épidémies de 1583-1585, 1607 et 1630, Saint-Juvat est touchée en 1638 par l'épidémie de peste qui affecte également Tréfumel et Plouasne, après avoir sévi à Taden en 1636. La première victime officielle succombe le 16 avril 1637, mais l'épidémie fait peu d'autres victimes en comparaison des 116 décès de l'année suivante, six fois environ le nombre moyen. La narration qu'en fait le recteur Vérité! nous apprend que les précautions et les secours publiques n'ayant pas eu le succès attendu, les paroissiens se réunissent à la Toussaint pour unir leur ferveur dans un vœu, sollicitant la miséricorde divine et se concrétisant par des offrandes et des dons pour des messes, des processions et autres manifestations pieuses. Deux jours avant Noël, le vœu paraît avoir été exaucé selon les paroissiens et leur reconnaissance s'exprime à nouveau par des dons et même par l'intention d'agrandir l'église, intention sans suite[18].

### LeXXesiècle

#### La Première Guerre mondiale
Le monument aux morts de Saint-Juvat porte les noms de 41 soldats morts pour la France pendant la Première Guerre mondiale, dont un décédé sur le front belge pendant la Course à la mer, Pierre Brinjonc, la plupart des autres étant décédés sur le sol français.
Louis Chevestrier, né en 1880 à Saint-Juvat, soldat au 8e régiment d'infanterie coloniale, fut fusillé pour l'exemple le 7 septembre 1916 à Verderonne (Oise) pour « abandon de poste ».

#### La Seconde Guerre mondiale
Le monument aux morts de Saint-Juvat porte les noms de deux soldats morts pour la France pendant la Seconde Guerre mondiale : Marcel Doucéré et Marcel Leroy.

## Politique et administration
| Période                                  | Période                   | Identité                 | Étiquette   | Qualité |
| ---------------------------------------- | ------------------------- | ------------------------ | ----------- | --- |
| Les données manquantes sont à compléter. |                           |                          |             | |
| mai 1892                                 | 1923                      | Pierre Boschel           |             | |
| mai 1923                                 | mai 1945                  | Louis Leforestier        | Rad.        | Cultivateur Conseiller général d'Évran (1931 → 1940) |
| mai 1945                                 | février 1954 (décès)      | Jules Bernard            |             | |
| avril 1954                               | mars 1965                 | Louis Leforestier        |             | Cultivateur |
| mars 1965                                | mars 1971                 | Joseph Erhel             | PCF         | Instituteur Maire d'Erquy (1971 → 1983) |
| mars 1971                                | mars 1977                 | Eugène Leforestier       |             | Agriculteur |
| mars 1977                                | mars 2001                 | Henri Ramard (1934-2021) | PS          | Agriculteur retraité Président de la CC du Pays d'Évran (1994 → 1997) |
| mars 2001                                | mars 2008                 | Jean-Louis Rolland       |             | Responsable de marché, ancien adjoint au maire |
| mars 2008                                | En cours (au 23 mai 2020) | Dominique Ramard         | BÉ puis ECO | Ingénieur agronome Conseiller régional de Bretagne (2010 → 2021) Vice-président de la CC du Pays d'Évran 3e vice-président de Dinan communauté (2014 → 2016) 12e vice-président de Dinan Agglomération (2017 → 2020) Réélu pour le mandat 2020-2026 |

## Démographie
L'évolution du nombre d'habitants est connue à travers les recensements de la population effectués dans la commune depuis 1793. Pour les communes de moins de 10 000 habitants, une enquête de recensement portant sur toute la population est réalisée tous les cinq ans, les populations de référence des années intermédiaires étant quant à elles estimées par interpolation ou extrapolation. Pour la commune, le premier recensement exhaustif entrant dans le cadre du nouveau dispositif a été réalisé en 2004.

En 2022, la commune comptait 649 habitants, en évolution de −1,22 % par rapport à 2016 (Côtes-d'Armor : +1,78 %, France hors Mayotte : +2,11 %).
| 1793  | 1800  | 1806  | 1821  | 1831  | 1836  | 1841  | 1846  | 1851  |
| ----- | ----- | ----- | ----- | ----- | ----- | ----- | ----- | ----- |
| 1 419 | 1 140 | 1 355 | 1 363 | 1 397 | 1 440 | 1 385 | 1 438 | 1 476 |

| 1856  | 1861  | 1866  | 1872  | 1876  | 1881  | 1886  | 1891  | 1896  |
| ----- | ----- | ----- | ----- | ----- | ----- | ----- | ----- | ----- |
| 1 475 | 1 465 | 1 505 | 1 455 | 1 435 | 1 363 | 1 396 | 1 336 | 1 328 |

| 1901  | 1906  | 1911  | 1921  | 1926 | 1931 | 1936 | 1946 | 1954 |
| ----- | ----- | ----- | ----- | ---- | ---- | ---- | ---- | ---- |
| 1 268 | 1 225 | 1 201 | 1 023 | 969  | 909  | 903  | 824  | 855  |

| 1962 | 1968 | 1975 | 1982 | 1990 | 1999 | 2004 | 2006 | 2009 |
| ---- | ---- | ---- | ---- | ---- | ---- | ---- | ---- | ---- |
| 774  | 704  | 652  | 664  | 678  | 648  | 631  | 626  | 644  |

| 2014 | 2019 | 2022 | - | - | - | - | - | - |
| ---- | ---- | ---- | - | - | - | - | - | - |
| 650  | 646  | 649  | - | - | - | - | - | - |

## Lieux et monuments
- L'église Saint-Juvat date du XIVe siècle ; son porche est constitué de pierres de calcaire du Quiou et de granite de Languédias[29].
- Du parvis de l'église jusqu'aux murs de l'école, de la mairie à la maladrerie, le village est particulièrement bien fleuri.
- Croix de Justice du XIVe siècle, près de laquelle devaient se trouver les potences, ornée des armoiries du seigneur et de l'épée insigne de la justice. De section rectangulaire, la croix est chanfreinée et les chanfreins ornés de petites boules. Classée aux Monuments historiques[30].
- Croix de cimetière, XVIIe siècle, au pied de l'église, ou se situait l'ancien cimetière. Croix composée d'un fût carré avec chanfreins et écussons, portant sur un soubassement formé d'un dé surmonté d'une tablette dont les angles sont supportés par de petites colonnes. La croix proprement dite ne semble pas être celle d'origine mais aurait substitué la croix d'origine au XVIIIe siècle. Inscrite aux Monuments historiques[31].

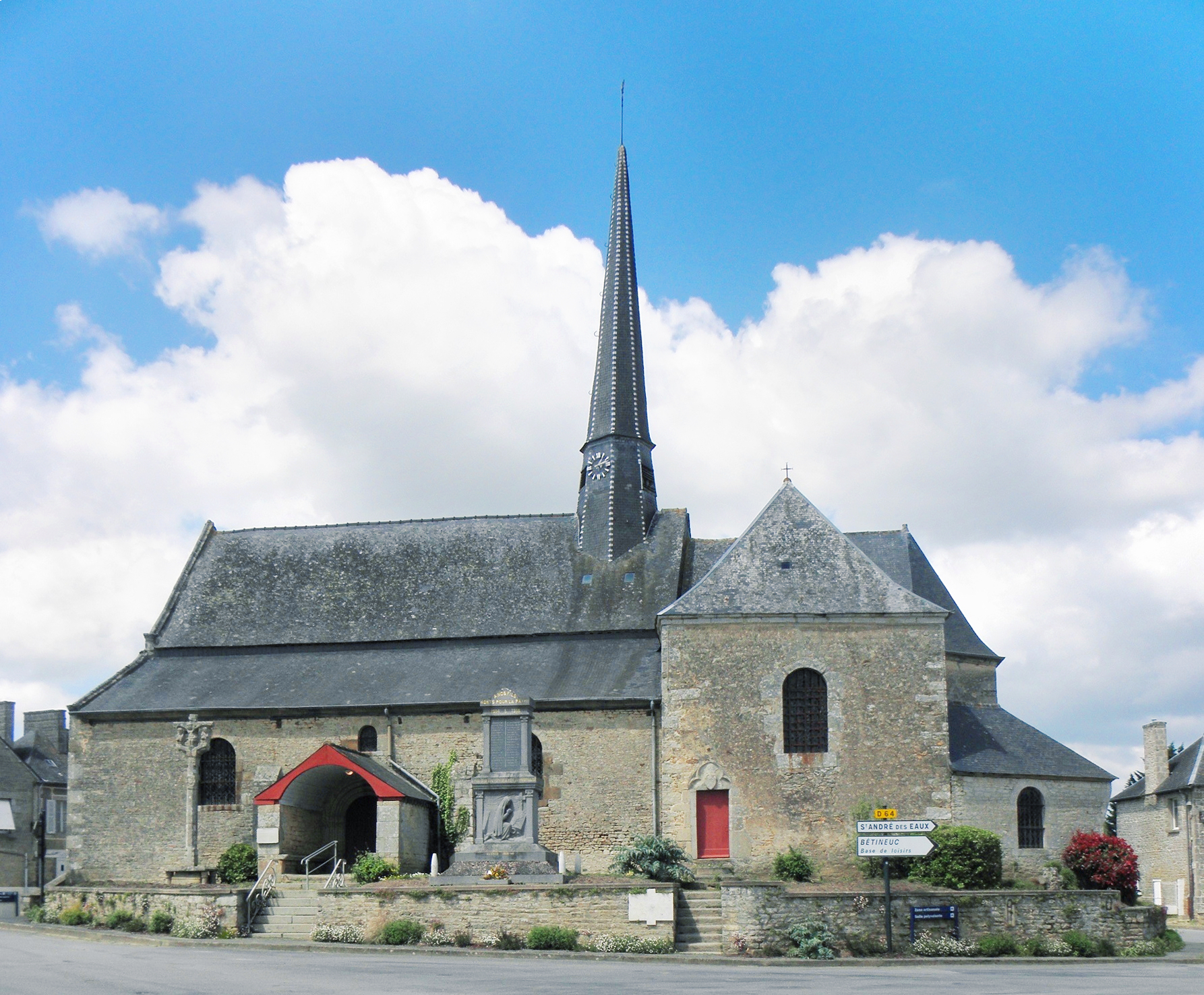
Église paroissiale Saint-Juvat.
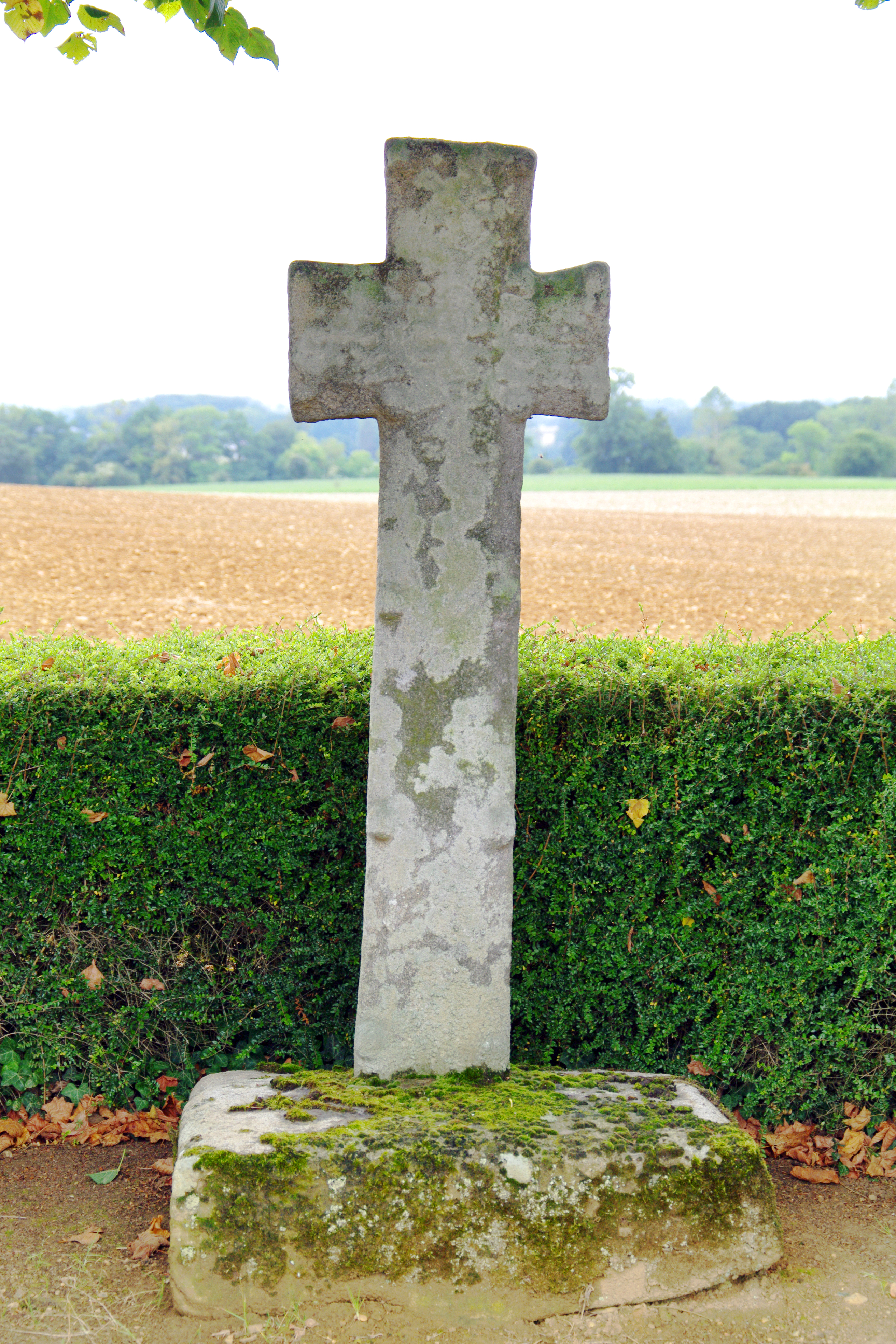
Croix de Justice.

## Environnement
Le village a été récompensé par quatre fleurs en 1988 et la distinction Grand prix, régulièrement de 1989 à 2007 du concours des villes et villages fleuris.
Un prix de l'entente florale européenne a également été décerné à la commune en 1991.

## Galerie

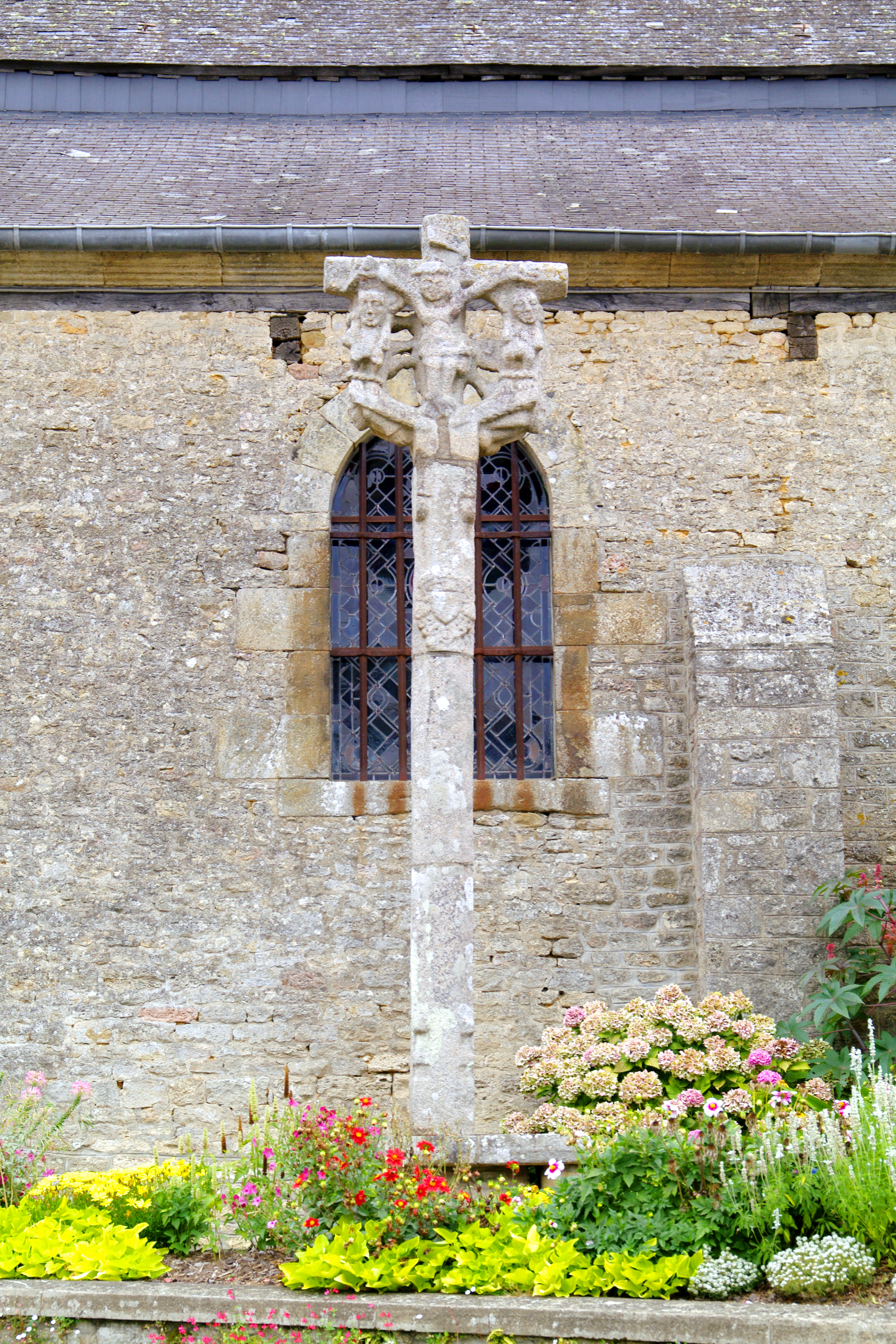
Croix de cimetière.
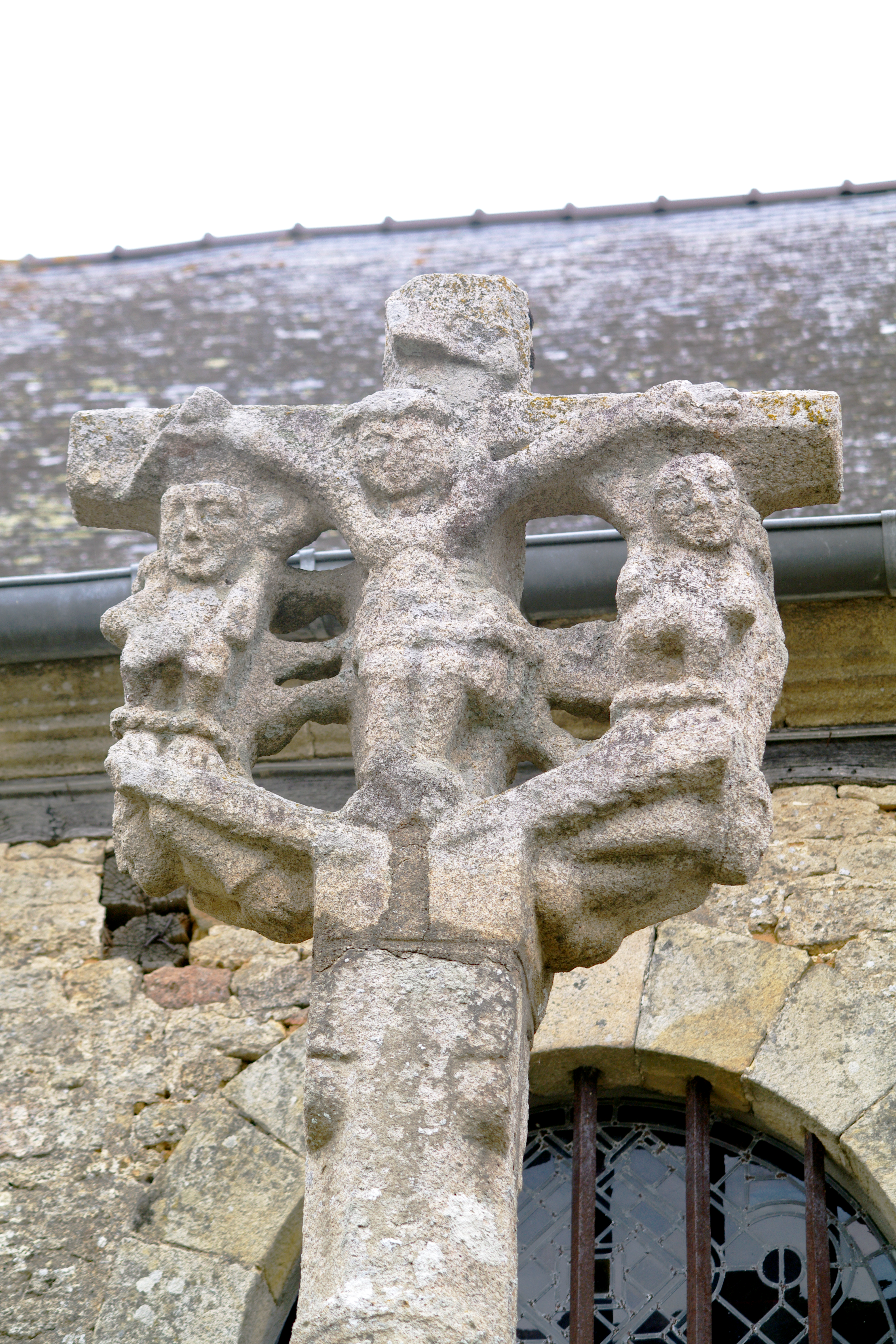
Croix de cimetière.
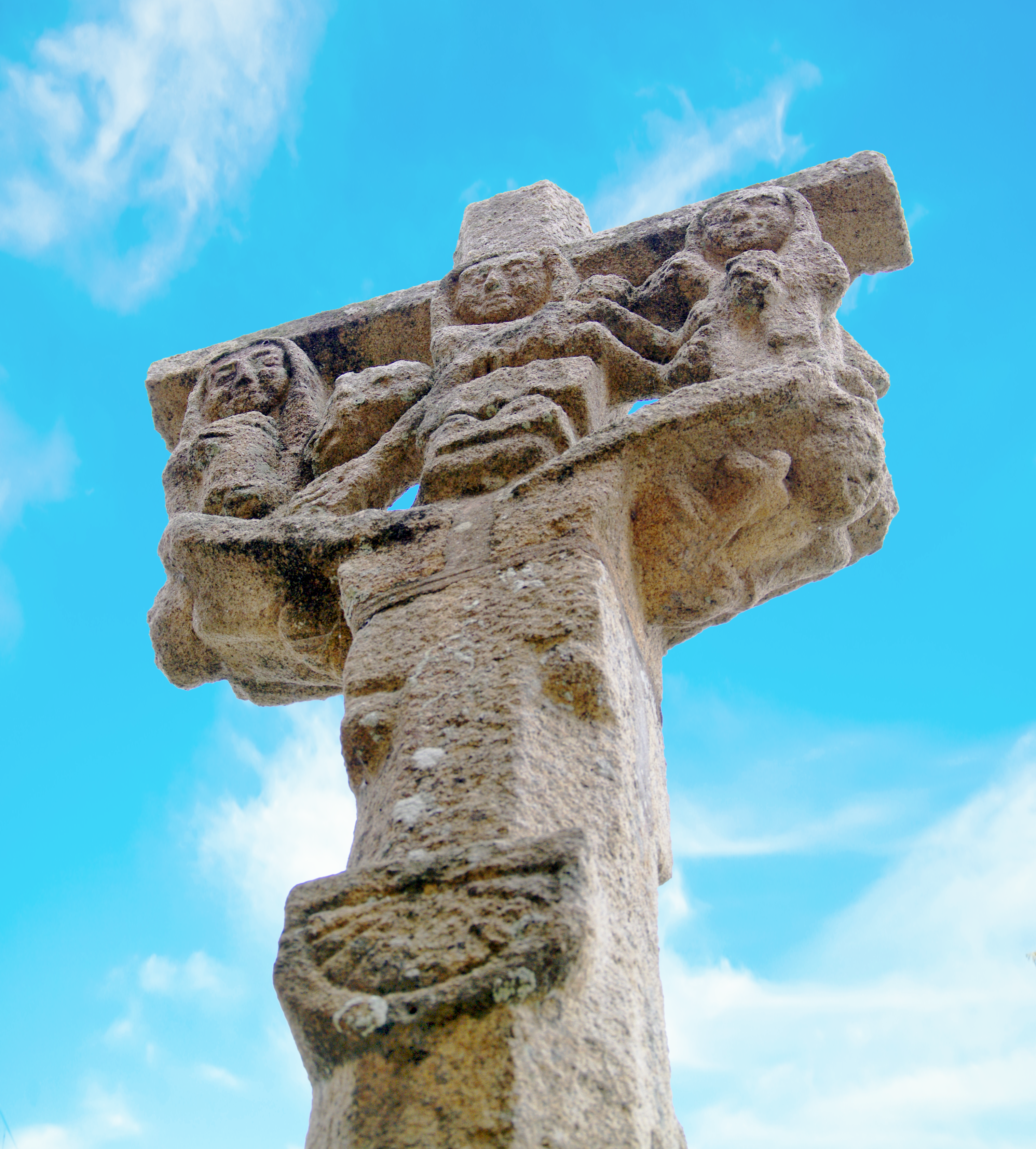
Croix de cimetière.
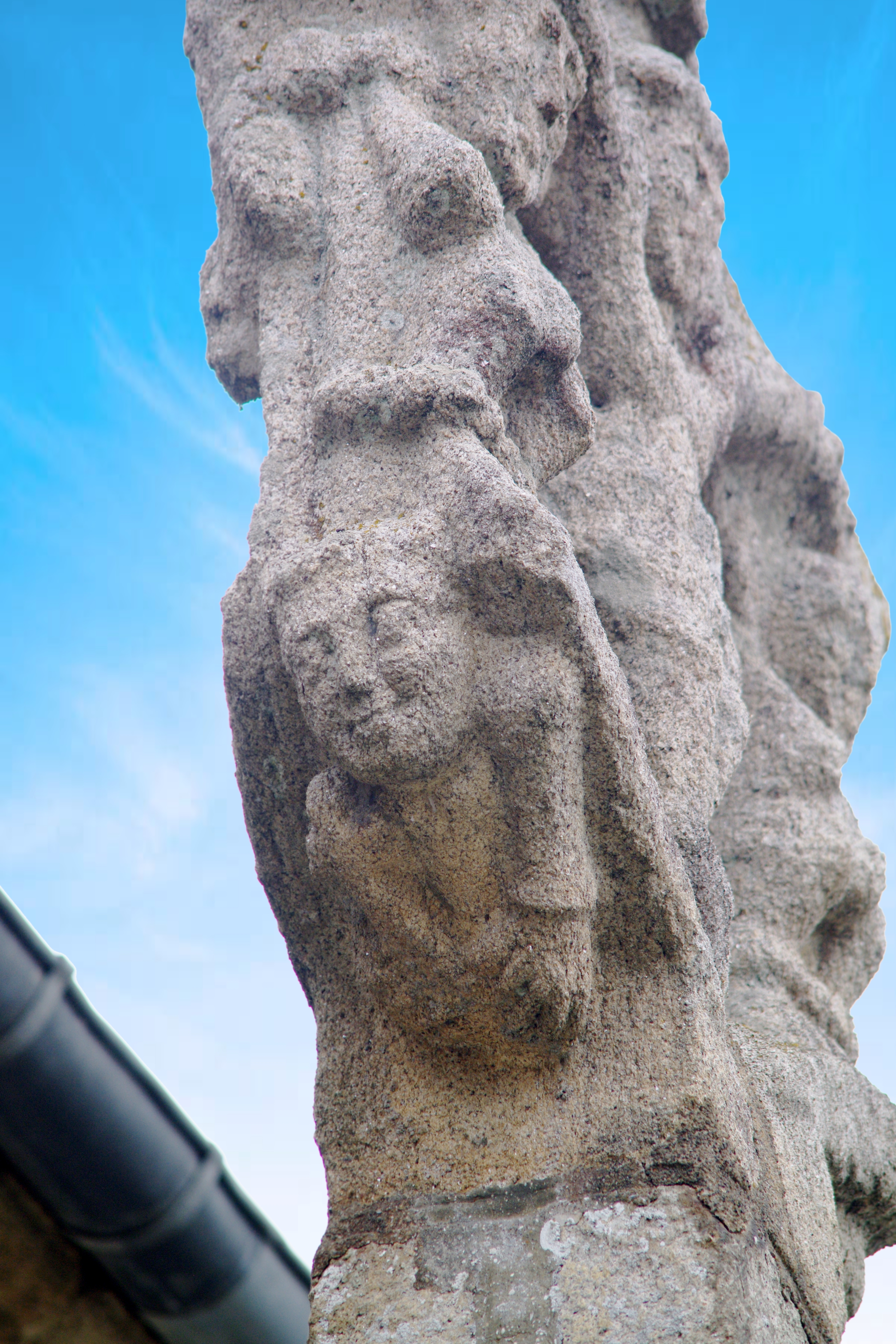
Croix de cimetière.
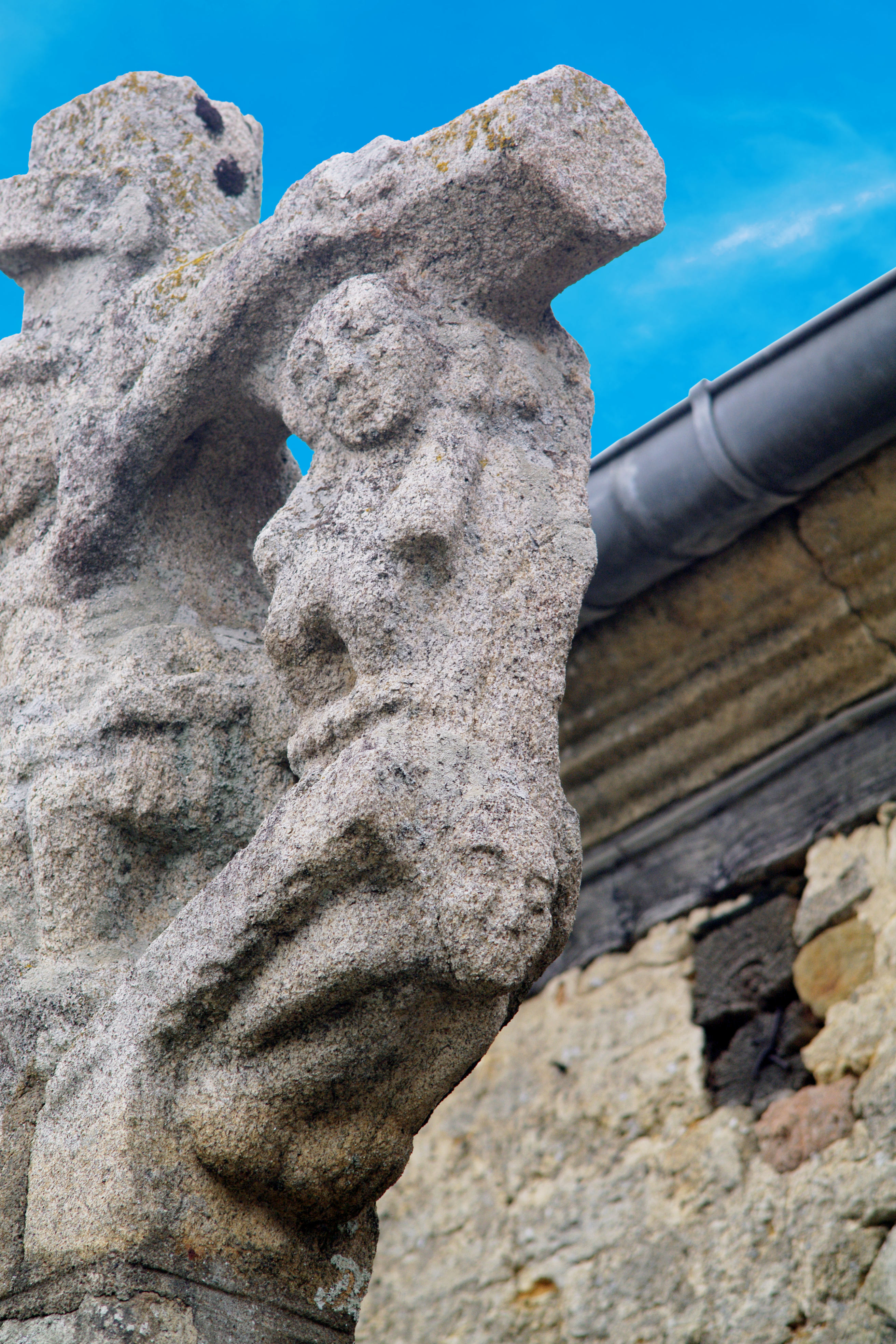
Croix de cimetière.
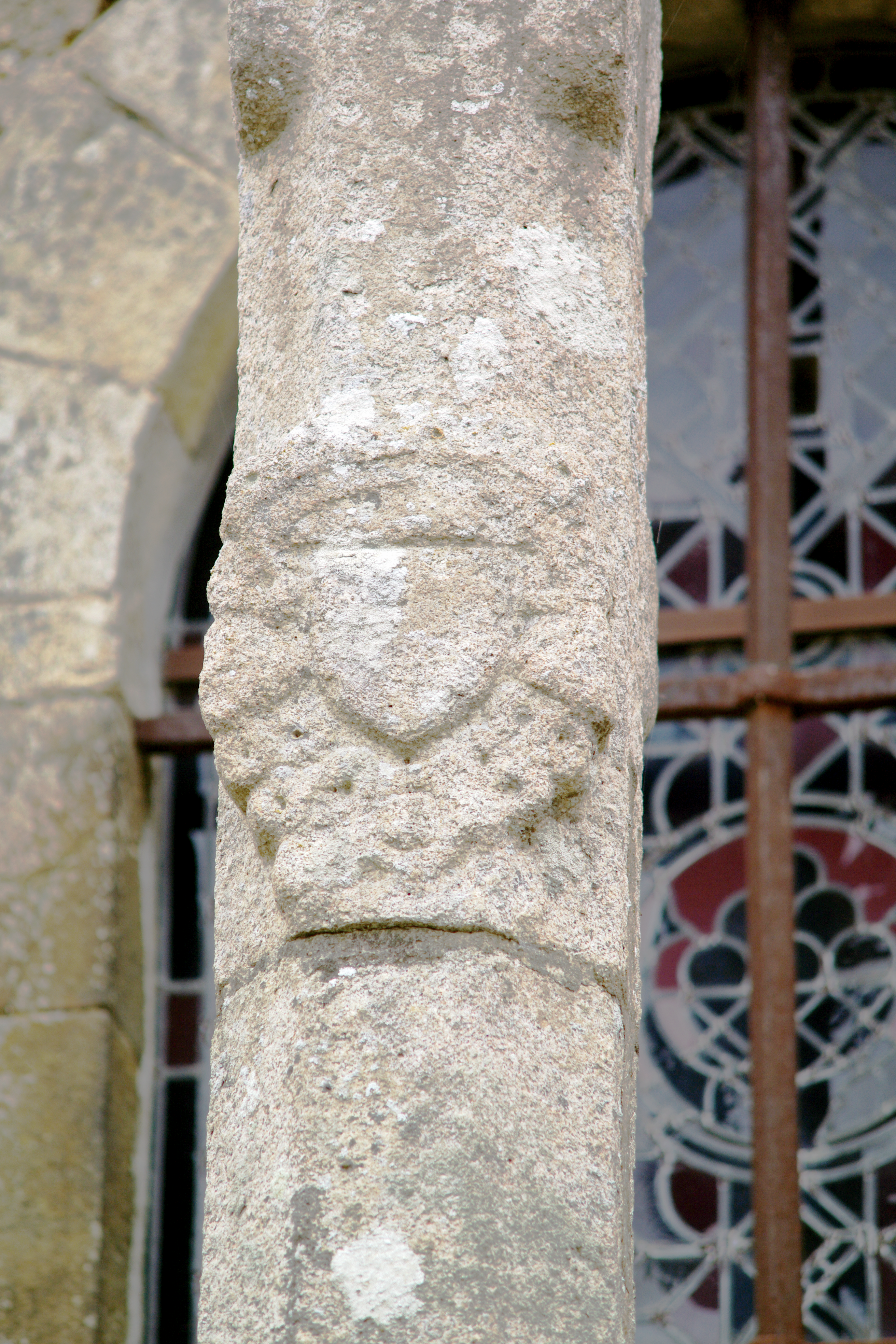
Croix de cimetière.